# Masna kiselina veoma dugog lanca
Masna kiselina veoma dugog lanca (VLCFA) je masna kiselina sa alifatičnim repom dužim od 22 ugljenika.
Za razliku od većine masnih kiselina, ove masne kiseline su suviše dugačke da bi bile metabolizovane u mitohondriji, te se moraju metabolizovati u peroksizomima.
Pojedini peroksizomalni poremećaji, kao što je adrenoleukodistrofija, su povezani sa akumulacijom masnih kiselina veoma dugog lanca.

## Literatura
- Moser, Hugo W.; Smith, Kirby D.; Watkins, Paul A.; Powers, James; Moser, Ann (2004). „X-Linked Adrenoleukodystrophy”.  Ур.: Scriver, C.W.; Beaudet, A.L.; Sly, W.S.; Valle, D. Metabolic and Molecular Bases of Inherited Disease (8th изд.). New York: McGraw Hill.